# テスコ (環境施設)
テスコ株式会社は、東京都千代田区に本社を置く、環境施設の運転維持管理業務並びにビル管理、エンジニアリング業務を行う企業である。

## 事業内容
- 環境施設の運転維持管理業務
  - 清掃工場
  - 水道施設（上水道、下水道、工業用水道）
- 建築物管理
  - 病院
  - 学校
  - ホテル
  - その他、各種建築物
- エンジニアリング業務
  - 各種ソフトウェアの開発
    - エレベーター
    - 電力
    - 水処理
- 建設工事
  - 建築工事
  - 土木工事
  - 電気工事
  - 管工事
  - 機械器具設置工事
  - 電気通信工事
  - 水道施設工事
  - 清掃施設工事
- 人材派遣

清掃工場及び水道施設の運転維持管理業務については特に多くの実績を持つ。現社名に変更する直前には、清掃工場の運転維持管理業務における受注高が業界1位と言われていたまた、近年は公共施設の指定管理者業務も拡大する傾向にある。

## 沿革
- 1970年 - 株式会社泰成エンジニアリングを設立。
- 1985年11月 - 関連会社として株式会社コスモスを設立。
- 1989年5月 - 関連会社として株式会社シニアコスモスを設立。
- 2002年11月 - 千葉県八千代市の清掃センター管理業務の委託をめぐる贈収賄事件で、高橋久治社長(当時)・他役員2名と、千葉県八千代市の大沢一治市長(当時)が、それぞれ贈賄・収賄の疑いで、千葉県警察捜査二課に逮捕される。(大沢は同年12月7日に辞職)
- 2003年2月 - テスコ株式会社に社名を変更。
- 2017年7月 - 関連会社の株式会社シニアコスモスの全株式を株式会社ココカラファインへ譲渡[2]（その後、同年10月に同社子会社の株式会社ココカラファイン ヘルスケアへ吸収合併される）。

## 事業所
- 本社（東京都千代田区）
- 函館支店（北海道函館市）
- つくば支店（茨城県つくば市）
- 埼玉支店（埼玉県さいたま市）
- 八王子支店（東京都八王子市）
- 横浜支店（神奈川県横浜市）
- 長野支店（長野県長野市）
- 名古屋支店（愛知県名古屋市）
- 大阪支店（大阪府大阪市）
- 広島支店（広島県広島市）
- 四国支店（愛媛県西条市）
- 九州支店（福岡県福岡市）

その他、全国に多くの営業所、事業所が存在する。